# Шуји
Шуји (фр. Chouilly) насеље је и општина у североисточној Француској у региону Шампањ-Арден, у департману Марна која припада префектури Еперне.
По подацима из 2011. године у општини је живело 996 становника, а густина насељености је износила 61,79 становника/km². Општина се простире на површини од 16,12 km². Налази се на средњој надморској висини од 137 метара.

## Демографија
| 1962. | 1968. | 1975. | 1982. | 1990. | 1999. | 2011. |
| ----- | ----- | ----- | ----- | ----- | ----- | ----- |
| 903   | 976   | 1.029 | 1.044 | 930   | 873   | 996   |

График промене броја становника у току последњих година